# Тіяна Бошкович
Тіяна Бошкович (серб. Тијана Бошковић; нар. 8 березня 1997, Требинє, Боснія і Герцеговина) — відома сербська спортсменка, діагональна нападниця збірної Сербії з волейболу та одна з найцінніших гравців національної першості.

## Біографія
Народилася Тіяна Бошкович в місті Требинє в південно-східній частині Боснії і Герцеговини, за 27 км від курортного хорватського міста Дубровник.
У десятирічному віці переїжджає до міста Білеча та розпочинає волейбольну кар'єру в молодіжній групі клубу «Герцеговаць», звідки у 2010 році потрапляє в основний склад команди та грає в чемпіонаті Боснії та Герцеговини протягом 2010 року.
У 16-річному віці Тіяна переїжджає до Сербії, де стає гравцем белградської команди «Партизан Візура» та допомагає команді стати чемпіоном країни. Після прийняття сербського громадянства, входить до складу національної збірної з волейболу і в 17-річному віці потрапляє на чемпіонат світу в Італії. За нетривалий час Тіяна Бошкович стає дворазовою чемпіонкою Сербії, чемпіонкою молодіжної першості в Європі та Сербії (за це отримує Суперкубок Сербії у 2014 році та 2015 році).
У травні 2015 року спортсменка підписала контракт на чотири роки зі стамбульською командою «Еджзаджибаши». Після переходу до турецького клубу Бошкович досягла значних результатів на міжнародних змаганнях: бронзова медаль на чемпіонаті Європи в Бельгії та Нідерландах і срібло на Кубку світу в Японії, віддавши перемогу китаянкам.

## Кар'єра
- 2007—2011 рр.: волейбольний клуб «Герцеговаць» (м. Білеча, Боснія і Герцеговина)
- 2011 — травень 2015 рр: команда «Партизан Візура» (м. Белград, Сербія)
- травень 2015 — нині: клуб «Еджзаджибаши» (м. Стамбул, Туреччина)

## Статистика
Статистика виступів на літніх Олімпійських іграх:
| Рік    | Турнір           | Ігри | Сети | Очки | Ср.  | Місце | Примітки |
| ------ | ---------------- | ---- | ---- | ---- | ---- | ----- | -------- |
| 2016   | Олімпійські ігри | 8    | 26   | 137  | 5,27 | 2     |          |
| 2021   | Олімпійські ігри | 8    | 24   | 192  | 8    | 3     |          |
| 2024   | Олімпійські ігри | 4    | 15   | 103  | 6,87 | 7     |          |
| Всього | Всього           | 20   | 65   | 432  | 6,65 |       |          |

Статистика виступів в єврокубках:
| Сезон   | Клуб           | Турнір         | Ігри | Сети | Очки | Ср.  | Примітки |
| ------- | -------------- | -------------- | ---- | ---- | ---- | ---- | -------- |
| 2013/14 | «Партизан»     | Кубок ЄКВ      |      |      |      | ,    |          |
|         | «Партизан»     | Кубок виклику  |      |      |      | ,    |          |
| 2014/15 | «Партизан»     | Ліга чемпіонів | 3    | 11   | 66   | 6    |          |
| 2015/16 | «Еджзаджибаши» | Ліга чемпіонів | 8    | 25   | 101  | 4,04 |          |
| 2016/17 | «Еджзаджибаши» | Ліга чемпіонів | 14   | 51   | 221  | 4,33 |          |
| 2017/18 | «Еджзаджибаши» | Кубок ЄКВ      | 10   | 32   | 193  | 6,03 |          |
| 2018/19 | «Еджзаджибаши» | Ліга чемпіонів | 7    | 26   | 142  | 5,46 |          |
| 2019/20 | «Еджзаджибаши» | Ліга чемпіонів | 6    | 24   | 124  | 5,17 |          |
| 2020/21 | «Еджзаджибаши» | Ліга чемпіонів | 8    | 30   | 179  | 5,97 |          |
| 2021/22 | «Еджзаджибаши» | Кубок ЄКВ      | 8    | 24   | 170  | 7,08 |          |
| 2022/23 | «Еджзаджибаши» | Ліга чемпіонів | 7    | 28   | 169  | 6,04 |          |
| 2023/24 | «Еджзаджибаши» | Ліга чемпіонів | 11   | 42   | 259  | 6,17 |          |
| 2024/25 | «Еджзаджибаши» | Ліга чемпіонів | 8    | 22   | 105  | 4,77 |          |